# Giorgio Pantano
Giorgio Pantano (* 4. února 1979 Padova) je italský pilot formule 1, který v sérii F1 odjezdil sezónu 2004.

## Kariéra
Pantano startoval od roku 1988 na motokárách. O pět let později získal juniorský titul mistra světa, Evropy i Itálie v motokárách. V roce 1994 dokázal titul mistra světa a Itálie obhájit. V letech 1995 a 1996 se stává evropským šampionem v motokárové třídě Formule A. Následující rok se pokusil uspět v motokárové formuli Super A a v mistrovství světa skončil celkově třetí. Rok 1998 mu přinesl vítězství v prestižním Paris Bercy Cup. V roce 1999 opět skončil na třetím místě v mistrovství světa Formule Super A a rovněž třetí ve Formuli Palmer Audi. V Barceloně testoval F 3000 týmu Astromega. v roce 2000 zavítal do německého mistrovství vozů Formule 3 a hned se stal šampionem, když dokázal zvítězit ve třech závodech a celkově nasbíral 205 bodů. Zároveň zvítězil na Hockenheimu v závodě, který se jel jako mistrovství Švýcarska. Znovu testoval F 3000 pro stejný tým a v Jerezu, Valencii a Monze testoval vůz Formule 1 Benetton. Pro rok 2001 získal angažmá v týmu Astromega (F 3000) a v mistrovství byl 9. s 12 body, když dokázal zvítězit v posledním závodě sezóny v Monze. V Jerezu testoval vůz F1 týmu McLaren. Časopis Autosprint International zvolil Pantana pilotem roku. V roce 2002 působil ve špičkovém teamu Coloni F 3000 a v celkovém pořadí šampionátu skončil na druhém místě, po vítězství v Barceloně, Hockenheimu a Spa. Ve Valencii testoval Williams F1. V roce 2003 jezdil znovu v mistrovství F 3000 v teamu Durango a skončil třetí. Rok 2004 zahájil v týmu Jordan F1. V roce 2005 se zúčastnil nově vzniklé série GP 2.

## Kompletní výsledky
| Legenda k tabulce | Legenda k tabulce                                                                       |
| Barva             | Výsledek                                                                                |
| ----------------- | --------------------------------------------------------------------------------------- |
| Zlatá             | Vítěz                                                                                   |
| Stříbrná          | 2. místo                                                                                |
| Bronzová          | 3. místo                                                                                |
| Zelená            | Bodované umístění                                                                       |
| Modrá             | Nebodované umístění                                                                     |
| Modrá             | Dokončil neklasifikován (NC)                                                            |
| Fialová           | Odstoupil (Ret)                                                                         |
| Červená           | Nekvalifikoval se (DNQ)                                                                 |
| Červená           | Nepředkvalifikoval se (DNPQ)                                                            |
| Černá             | Diskvalifikován (DSQ)                                                                   |
| Bílá              | Nestartoval (DNS)                                                                       |
| Bílá              | Závod zrušen (C)                                                                        |
| Světle modrá      | Pouze trénoval (PO)                                                                     |
| Světle modrá      | Páteční testovací jezdec (TD)                                                           |
| Bez barvy         | Netrénoval (DNP)                                                                        |
| Bez barvy         | Vyřazen (EX)                                                                            |
| Bez barvy         | Nepřijel (DNA)                                                                          |
| Bez barvy         | Odvolal účast (WD)                                                                      |
| Bez barvy         | Nezúčastnil se (prázdné)                                                                |
| Označení          | Význam                                                                                  |
| Tučnost           | Pole position                                                                           |
| Kurzíva           | Nejrychlejší kolo                                                                       |
| †                 | Jezdec nedojel do cíle, ale byl klasifikován, protože odjel více než 90 % délky závodu. |
| ‡                 | Byl udělován poloviční počet bodů, protože bylo odjeto méně než 75 % délky závodu.      |
| Horní index       | Umístění bodujících jezdců ve sprintu                                                   |

### Formule 1
| Rok  | Tým         | Šasi        | Motor    | 1      | 2      | 3      | 4       | 5       | 6       | 7      | 8   | 9       | 10     | 11      | 12     | 13      | 14      | 15      | 16  | 17  | 18  | Body | Umístění  |
| ---- | ----------- | ----------- | -------- | ------ | ------ | ------ | ------- | ------- | ------- | ------ | --- | ------- | ------ | ------- | ------ | ------- | ------- | ------- | --- | --- | --- | ---- | --------- |
| 2004 | Jordan Ford | Jordan EJ14 | Ford V10 | AUS 14 | MAL 13 | BHR 16 | SMR Ret | ESP Ret | MON Ret | EUR 13 | CAN | USA Ret | FRA 17 | GBR Ret | GER 15 | HUN Ret | BEL Ret | ITA Ret | CHN | JPN | BRA | 0    | 24. místo |

### Formule 3000
| Rok  | Tým            | 1       | 2      | 3     | 4       | 5       | 6       | 7     | 8       | 9     | 10      | 11     | 12    | Body | Umístění |
| ---- | -------------- | ------- | ------ | ----- | ------- | ------- | ------- | ----- | ------- | ----- | ------- | ------ | ----- | ---- | -------- |
| 2001 | Team Astromega | INT Ret | IMO 11 | CAT 9 | A1R 15  | MON Ret | NÜR 21  | MAG 8 | SIL Ret | HOC 7 | HUN 5   | SPA 11 | MNZ 1 | 12   | 9. místo |
| 2002 | Coloni F3000   | INT 8   | IMO 3  | CAT 1 | A1R 4   | MON Ret | NÜR Ret | SIL 4 | MAG 3   | HOC 1 | HUN 2   | SPA 1  | MNZ 3 | 54   | 2. místo |
| 2003 | Durango        | IMO Ret | CAT 1  | A1R 3 | MON Ret | NÜR 16  | MAG 1   | SIL 2 | HOC 7   | HUN 4 | MNZ Ret |        |       | 41   | 3. místo |

### GP2 Series
| Rok  | Tým                            | 1           | 2           | 3           | 4          | 5           | 6           | 7         | 8           | 9           | 10         | 11        | 12          | 13         | 14        | 15         | 16        | 17          | 18          | 19          | 20         | 21         | 22        | 23        | Body | Umístění |
| ---- | ------------------------------ | ----------- | ----------- | ----------- | ---------- | ----------- | ----------- | --------- | ----------- | ----------- | ---------- | --------- | ----------- | ---------- | --------- | ---------- | --------- | ----------- | ----------- | ----------- | ---------- | ---------- | --------- | --------- | ---- | -------- |
| 2005 | Super Nova Racing              | IMO FEA 13  | IMO SPR Ret | CAT FEA 13  | CAT SPR 14 | MON FEA Ret | NÜR FEA 2   | NÜR SPR 7 | MAG FEA 10  | MAG SPR 7   | SIL FEA 12 | SIL SPR 7 | HOC FEA 6   | HOC SPR 2  | HUN FEA 3 | HUN SPR 3  | IST FEA 2 | IST SPR 8   | MNZ FEA 6   | MNZ SPR 3   | SPA FEA NC | SPA SPR 11 | BHR FEA 5 | BHR SPR 5 | 49   | 6. místo |
| 2006 | Petrol Ofisi FMS International | VAL FEA     | VAL SPR     | IMO FEA     | IMO SPR    | NÜR FEA     | NÜR SPR     | CAT FEA 9 | CAT SPR 7   | MON FEA Ret | SIL FEA 5  | SIL SPR 4 | MAG FEA 6   | MAG SPR 1  | HOC FEA 4 | HOC SPR 5  | HUN FEA 3 | HUN SPR 13  | IST FEA Ret | IST SPR Ret | MNZ FEA 1  | MNZ SPR 1  |           |           | 44   | 5. místo |
| 2007 | Campos Racing                  | BHR FEA DNS | BHR SPR Ret | CAT FEA Ret | CAT SPR 6  | MON FEA 2   | MAG FEA 1   | MAG SPR 3 | SIL FEA Ret | SIL SPR 8   | NÜR FEA 4  | NÜR SPR 7 | HUN FEA Ret | HUN SPR 7  | IST FEA 2 | IST SPR 12 | MNZ FEA 1 | MNZ SPR DSQ | SPA FEA Ret | SPA SPR 14  | VAL FEA 2  | VAL SPR 5  |           |           | 59   | 3. místo |
| 2008 | Racing Engineering             | CAT FEA 4   | CAT SPR 3   | IST FEA 1   | IST SPR 4  | MON FEA Ret | MON SPR Ret | MAG FEA 1 | MAG SPR Ret | SIL FEA 1   | SIL SPR 3  | HOC FEA 1 | HOC SPR Ret | HUN FEA 14 | HUN SPR 5 | VAL FEA 14 | VAL SPR 3 | SPA FEA DSQ | SPA SPR EX  | MNZ FEA 10  | MNZ SPR 5  |            |           |           | 76   | 1. místo |